# Maria Golovin
Maria Golovin es una ópera en tres actos con música de Gian Carlo Menotti. Se estrenó en el Teatro Pabellón de la Exposición Internacional en la Expo '58 de Bruselas el 20 de agosto de 1958.
Se centra en un encuentro romántico entre un recluso ciego llamado Donato y el rol titular, una mujer casada que vive en un país europeo unos pocos años después de una guerra reciente. La obra fue un encargo de Peter Herman Adler del NBC Opera Theatre.
Esta ópera se representa muy poco; en las estadísticas de Operabase aparece con sólo tres representaciones en el período 2005-2010.

## Personajes
| Personaje         | Tesitura      | Reparto del estreno, 20 de agosto de 1958 (Director: Gian Carlo Menotti) |
| ----------------- | ------------- | ------------------------------------------------------------------------ |
| Agata             | mezzosoprano  | Ruth Kobart                                                              |
| Donato            | bajo-barítono | Richard Cross                                                            |
| Dr Zuckertanz     | tenor         | Herbert Handt                                                            |
| La madre          | contralto     | Patricia Neway                                                           |
| Maria Golovin     | soprano       | Franca Duval                                                             |
| Trottolo, su hijo | niño soprano  | Lorenzo Muti                                                             |
| Un prisionero     | barítono      | William Chapman                                                          |